# Villa Maximos

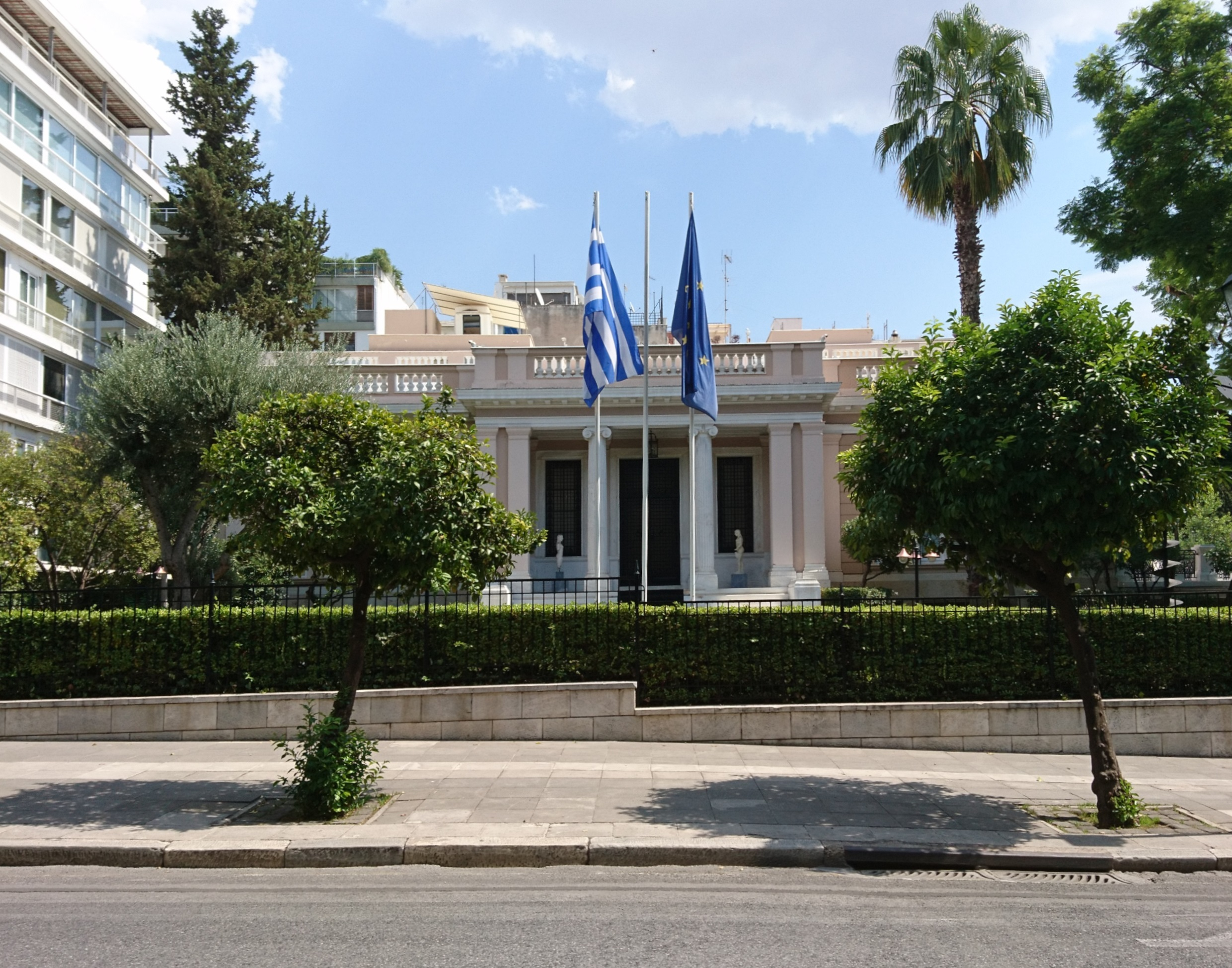
Villa Maximos, Athen

Die Villa Maximos (griechisch Μέγαρο Μαξίμου, Mégaro Maxímou) in Athen ist der Amtssitz des griechischen Ministerpräsidenten.

## Lage
Die Villa Maximos liegt im Herzen von Athen an der Odos Irodou Attikou 19, direkt neben dem Präsidentenpalast und dem Nationalgarten.

## Bau- und Nutzungsgeschichte
Das Gebäude wurde ab 1912 im Auftrag von Alexandros Michalinos erbaut. Zuvor war das Grundstück ein königlicher Gemüsegarten. 
Nach Fertigstellung der Villa 1924 wurde diese von Dimitrios Maximos erworben, einem Ökonomen, Gouverneur der Nationalbank (1920–1922), Senator (1933–1935), Außenminister und Premierminister einer Übergangsregierung (1947). Nach seinem Tod kam es in den Besitz des griechischen Staats. 
Von 1968 bis 1972 während der Militärherrschaft residierte hier der Vizekönig General Georgios Zoitakis. 
1974 wurden die Architekten Georgia Zoi sowie Aristodimos und Lia Matzourani beauftragt, das leer stehende Gebäude als Gästehaus für hochrangige Staatsgäste umzugestalten. 
Ab Mitte der 1980er Jahre wurde es zunächst nur gelegentlich, seit den 1990er Jahren regelmäßig als Amtssitz des jeweiligen Ministerpräsidenten benutzt.

## Gebäude

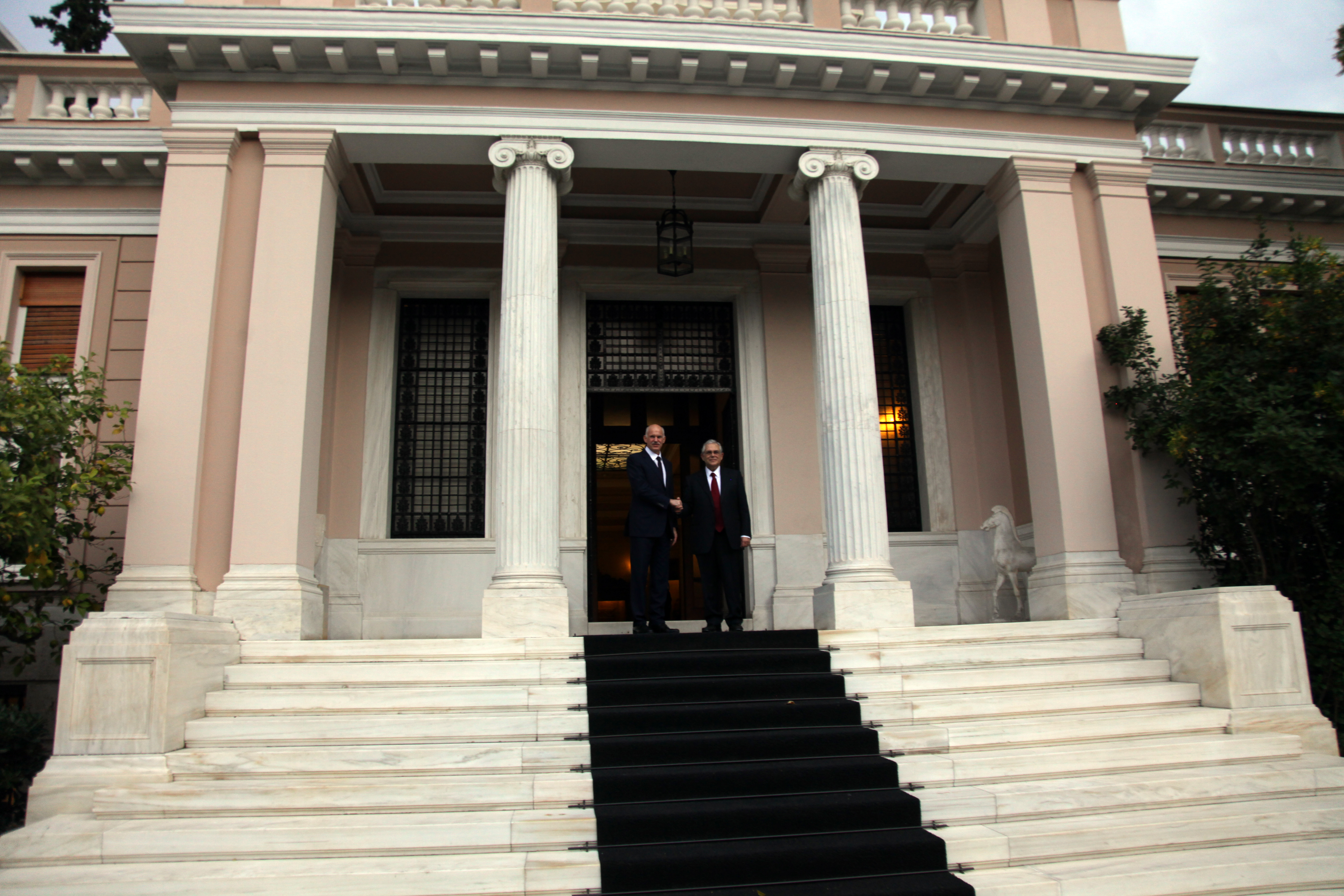
Villa Maximos (Amtsübergabe von Giorgos Andrea Papandreou an Loukas Papadimos)

Geplant wurde das Gebäude 1912 durch den Architekten Anastasios Chelmi, einen Absolventen der École Spéciale d’Architecture, fertiggestellt jedoch erst 1924 nach dem Wechsel des Besitzers. Zu dieser Zeit war der Neoklassizismus in Athen längst vorbei, jedoch entstanden weiterhin vereinzelt noch Bauten in einem stilisierten Klassizismus zumeist für konservative Auftraggeber, wie etwa das Gebäude der Bank von Griechenland (1933–1938).
Das neoklassizistische Gebäude hat eine Nutzfläche von 2000 m². Es ist durch einfache architektonische Linien gekennzeichnet. Auch die Ausgestaltung im Innern ist einfach, aber beeindruckend. Umgeben ist das Palais von einem kleinen Garten.